# Nelidovsky (huyện)
Huyện Nelidovsky (tiếng Nga: ? райо́н) là một huyện hành chính tự quản (raion), của Tỉnh Tver, Nga. Huyện có diện tích 2590 km², dân số thời điểm ngày 1 tháng 1 năm 2000 là 9100 người. Trung tâm của huyện đóng ở Nelidovo.